# Acacia dodonaeifolia
Acacia dodonaeifolia là một loài thực vật có hoa trong họ Đậu. Loài này được (Pers.) Balb. miêu tả khoa học đầu tiên.